# محمدحسین خسروی
محمدحسین خسروی (زادهٔ ۱۱ اردیبهشت ۱۳۷۸ در شهر ری) بازیکن فوتبال اهل ایران است که در پست هافبک دفاعی برای باشگاه فوتبال چادرملو در لیگ برتر خلیج فارس بازی می‌کند.

## باشگاهی
خسروی سابقه حضور در باشگاه فجر سپاسی، شهرداری آستارا،مس کرمان، و نیرو زمینی را دارد.